# Bedekking (vegetatiekunde)
De bedekking, bedekkingsgraad of cover geeft aan hoeveel van de bodem door een plantensoort of vegetatielaag bedekt wordt bij verticale projectie. De bedekking wordt meestal uitgedrukt als zijnde een percentage van de verticale projectie van de soort. Bij het maken van vegetatieopnames, zoals bij de Braun-Blanquet-methode, wordt de bedekking en de talrijkheid (abundantie) van een plantensoort per vegetatielaag gecombineerd geschat.
Niet elke inventarisatiemethode maakt gebruik van de bedekkingsgraad. Wanneer er bij een inventarisatie geen gebruik gemaakt wordt van de bedekkingsgraad, wordt er gebruikgemaakt van de talrijkheid of van de frequentie (het relatieve aantal deelvlakjes van het proefvlak waarin de soort voorkomt).
De bedekkingsgraad wordt gebruikt om de dichtheid van populaties van een soort binnen een proefvlak aan te geven en in welke mate ze dominant zijn. 
Daarnaast kan de bedekkingsgraad gebruikt worden om te kijken of bepaalde doelstellingen behaald worden die door een gebiedsbeheerder of een overheid worden opgelegd en of een beplanting vitaal is. In vegetaties kunnen vooral soorten die indicatief zijn voor storing met grote bedekkingen en in grote hoeveelheden voorkomen. Een voorbeeld is de reuzenbalsemien (Impatiens glandulifera) in verruigd rietland.